# Jurong

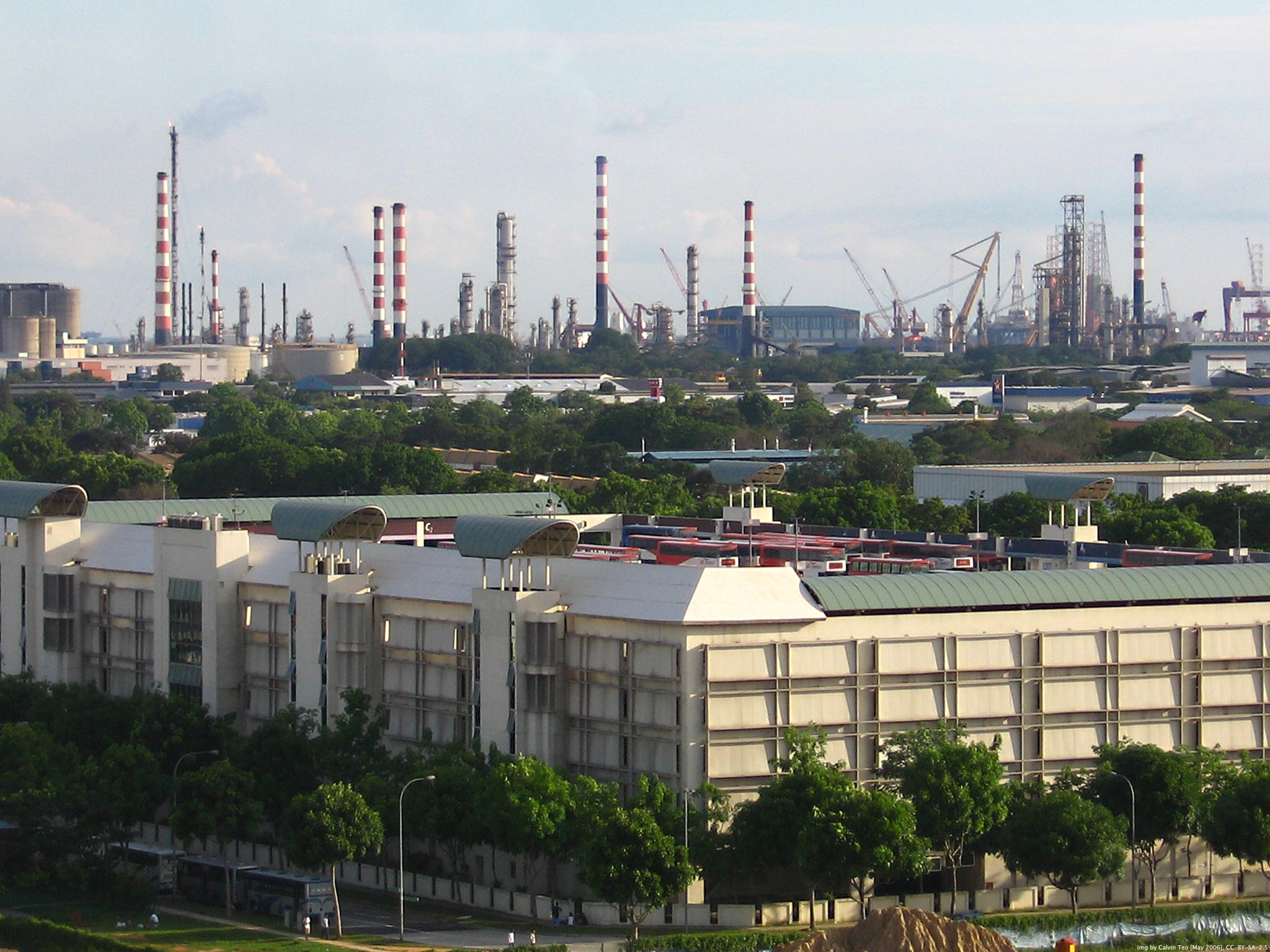
Industriegelände in Jurong

Jurong ist ein Stadtteil von Singapur. Jurong ist in zwei Städte unterteilt – Jurong East und Jurong West. Zwei Distrikte sind im Bau – Jurong Innovation District und Tengah. In Tengah gibt es mehrere Orte – Tengah Garden, Tengah Plantation, Tengah Market Place, Tengah Forest Hill, Tengah Brickland und Tengah Park.
Jurong liegt im Westen der Insel und umfasst sowohl Wohn- als auch Industriegebiete, den Campus der Nanyang Technological University und touristische Attraktionen wie den Jurong Bird Park und den Chinese Garden. Große Teile von Jurong wurden in den letzten Jahren künstlich durch Aufschüttung ins Meer gewonnen.
In Jurong befindet sich auch einer der Häfen Singapurs, der Jurong Port. Jurong Port ist der Hafen für Breakbulk und konventionelle Schiffe.
Der Stadtteil Jurong grenzt an den Stadtteil Tuas.

## Geschichte
Am weitesten verbreitet waren Ziegelfabriken, auch als Ziegelei bekannt. Die Jurong Brickworks wurde 2005 abgerissen und bis 2008 waren alle Ziegeleien und Dörfer verschwunden.
Im Jahr 1961 wurde das Economic and Development Board (EDB) gegründet, um die Industrialisierung Singapurs voranzutreiben, und im selben Jahr begannen die Erdarbeiten für den Bau und die Entwicklung des Gewerbegebiets von Jurong. Ein Jahr später, im Jahr 1962, half der damalige Finanzminister von Singapur, Goh Keng Swee wurde in NatSteel umbenannt und das Unternehmen ist jetzt eine Tochtergesellschaft von Tata Steel (Indien). Zu dieser Zeit bezweifelten viele Singapurer die Erfolgsaussichten von Dr. Gohs ehrgeizigem Plan, das Gebiet für die Industrialisierung zu erschließen, und gaben ihm den schmeichelhaften Spitznamen „Gohs Torheit“. Sie wurden jedoch schnell als falsch erwiesen, als 1963 24 Fabriken (verschiedener Art) gegründet wurden. Im Mai 1965 nahm Jurong Port den Betrieb auf.
1968 wurde die Jurong Town Corporation gegründet, um die Entwicklung von Jurong zu leiten und zu steuern. Zu diesem Zeitpunkt waren insgesamt 14,78 Quadratkilometer Gewerbeflächen vorbereitet worden, von denen 153 Fabriken voll funktionsfähig und in Betrieb waren und 46 weitere gebaut und eingerichtet wurden. Da die Wirtschaft Singapurs stetig wächst und sich immer schneller entwickelt, ist es eine allgegenwärtige und ständige Herausforderung, in Zukunft mehr Platz für neuere Unternehmen und Branchen zu finden. Sieben Inseln vor der Südküste von Jurong wurden zusammengelegt, um die 30 Quadratkilometer große Jurong-Insel zu schaffen, auf der sich die meisten Öl-, Chemie- und Petrochemiefabriken, Fertigungsindustrien und Werke in Singapur befinden. Der Bau und die Entwicklung von Jurong Island begannen Anfang der neunziger Jahre und sollen bis 2010 abgeschlossen sein (ab 2016 sind viele der Entwicklungsarbeiten abgeschlossen, einige neuere Entwicklungen stehen kurz vor dem Beginn oder dauern noch an). Eine Reihe von schweren Industrieunternehmen und Firmen, wie beispielsweise DuPont und Teijin Polycarbonat, nahmen dort Ende der neunziger Jahre ihre Geschäftstätigkeit auf. Der Jurong Island Causeway ist die einzige Landverbindung von Singapur nach Jurong Island. Alle Arten des Zugangs zur Insel sind seit den Terroranschläge am 11. September 2001 stark eingeschränkt. Für alle auf der Insel Jurong (Jurong Island) tätigen Mitarbeiter ist ein Sicherheitsausweis für die Ein- und Ausreise erforderlich. Der Transport von Kameras und anderen Aufzeichnungsgeräten auf die Insel ist untersagt.
Am 12. Oktober 1978 explodierte ein griechischer Öltanker, Spyros, auf der Jurong-Werft und tötete mehr als 70 Menschen in unmittelbarer Nähe. Es war einer der schlimmsten Vorfälle in Singapur nach dem Zweiten Weltkrieg.
Die ersten Flachbauten entstanden 1963 und 1964 in Taman Jurong, bevor sie in den 1970er Jahren in Richtung Boon Lay gingen. Die Entwicklung von Jurong Ost und West begann 1979, als Grundstücke wie Taman Jurong, Boon Lay Place, Bukit Batok, Bukit Gombak, Hongkah, Teban Gardens und Yuhua hauptsächlich aufgrund der Umsiedlung von Hongkah und den umliegenden Dörfern gebaut wurden. Boon Lay Place, Taman Jurong und Hong Kah gründeten Jurong West New Town. Yuhua, Teban Gardens, Bukit Batok und Bukit Gombak gründeten Jurong East New Town.
1982 begann die Erweiterung von Jurong West New Town als Jurong West Extension, wodurch die PIE neu ausgerichtet wurde, um die südliche Grenze der heutigen NTU zu durchqueren, während der ehemalige Abschnitt in Jurong West Avenue 2 umgewandelt und das ursprüngliche Upper umbenannt wurde Jurong Road in die Jurong West Avenue 4. Die Pioneer Road wurde in nördlicher Richtung von der heutigen Upper Jurong Road als Pioneer Road North bis zur neuen PIE-Ausfahrt verlängert. Dies war der Beginn der Entwicklung der Jurong West Extension (Yunnan, Pioneer und Gek Poh). Das N9-Anwesen war das erste, das gebaut wurde, und das N6-Anwesen war das letzte, das Anfang der 2000er Jahre gebaut wurde.

## Verkehr

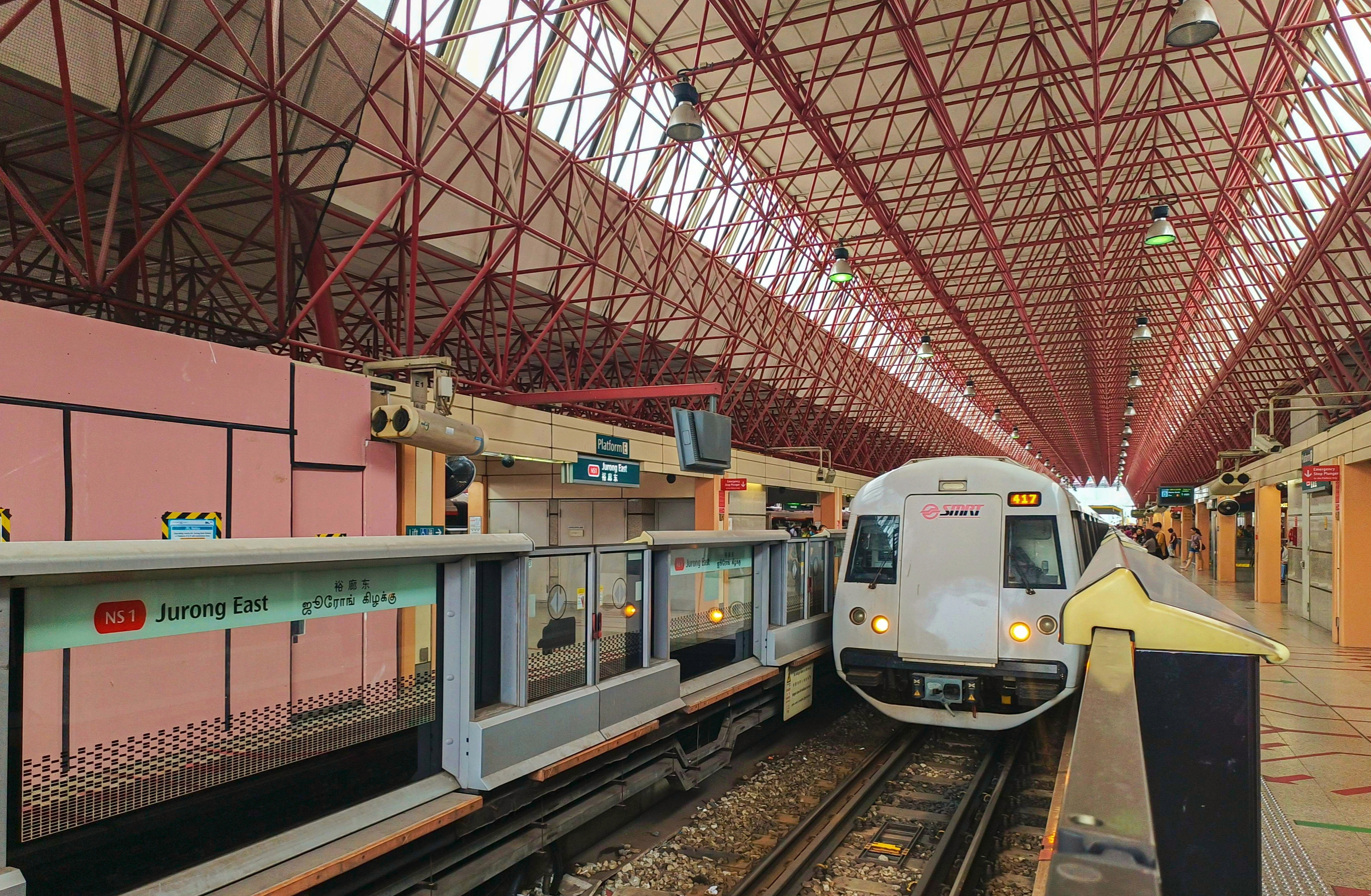
Jurong East

Jurong ist über den Ayer Rajah Expressway und den Pan Island Expressway sowie den Kranji Expressway gut verbunden. Der Ayer Rajah Expressway ist mit der Tuas Second Link verbunden.
Jurong ist auch mit der MRT verbunden, die mehrere Stationen hat: Jurong East, Chinese Garden, Lakeside, Boon Lay, Pioneer, Joo Koon, Gul Circle, Sierra, Yosemite und Tuas Plaza. Zukünftig wird die Jurong Region Line auch mit Orten wie der Nanyang Technological University (Nanyang Gateway, Nanyang Crescent und Peng Kang Hill), der Jurong Island, dem Jurong Pier, Tengah und Choa Chu Kang verbunden sein, einschließlich dem Jurong Gateway. Die Jurong Region Line soll von 2026 bis 2028 in Betrieb sein.
Jurong East wurde als Endpunkt für das Hochgeschwindigkeitsbahnprojekt ausgewählt, bevor die Pläne von Mahathir bin Mohamad im Mai 2018 verschoben wurden. Die Hochgeschwindigkeitsbahn veranlasste die Übernahme von Jurong Country Club und Raffles Country Club zusammen mit dem en-bloc von Ivory Heights.
Tuas ist über eine Brücke („Second Link“) mit dem malaysischen Festland verbunden.

## Einkaufszentren
Die bemerkenswertesten Einkaufszentren sind IMM Building, Jurong Point, JCube, Jem und Westgate, einschließlich der ausgefallenen Big Box. In den Einkaufszentren rund um Jurong Gateway verkehrte in der Regel ein Shuttlebus. Dieser wurde am 1. Januar 2017 gestoppt und durch den am 23. November 2014 eingeführten J-Walk und den Bus 990 ersetzt.
Jurong Point wurde erstmals im Dezember 1995 mit 95 Einzelhändlern eröffnet, darunter Courts, Golden Village, NTUC FairPrice, Kopitiam, Old Chang Kee, Harvey Norman und Soo Kee Jewellery. Alle haben zum ersten Mal in einem Einkaufszentrum ein Geschäft eröffnet und sind seitdem nicht mehr ausgezogen. In dem Einkaufszentrum befand sich einst die Jurong West Public Library, die als erste öffentliche Bibliothek in Singapur in einem Einkaufszentrum untergebracht war. Es wurde 2008 als Jurong Point Extension erweitert, zu der Boon Lay Bus Interchange und The Centris gehörten. Uniqlo eröffnete am 8. November 2014 ein Geschäft. Im Juli 2016, mit der Schließung von John Little, sicherte sich BHG später das Mietverhältnis am Jurong Point und eröffnete im Dezember 2016.
Im Dezember 2013 wurde Westgate eröffnet, zu dem Isetans Supermarkt und die Weinbar Bacchus gehören. Im März 2020 wurde Isetan Westgate geschlossen und der Raum an HAO Mart übergeben. Westgate hat mehrere Mieter wie Rubi Shoes und PrettyFIT.
Mit der Schließung von Payless ShoeSource wurde der Platz im Oktober 2016 an Daiso vergeben. Im Januar 2019 wurde NTUC FairPrice Finest bei JCube zusammen mit Kopitiam bei JCube geschlossen, um Don Don Donki Platz zu machen. Im Mai 2019 wurde Marks & Spencer Jem ebenfalls geschlossen, um Platz für den Don Don Donki Jem zu machen, der vor der COVID-19-Pandemie im Januar 2020 eröffnet wurde. Zu den überlebenden Mietern von JCube von Anfang an zählen The Rink, Manhattan Fish Market und Shaw Theatres.
Im Januar 2021 wurde das erste Planungsstudio in Jurong Point eröffnet, während IKEA Robinsons übernommen hatte, seit Robinsons im August 2020 den Betrieb eingestellt hatte. IKEA wird im 2. Quartal 2021 in Jem eröffnet, dies sollte die Überlastung von IKEA Alexandra verringern und angesichts der neuen Stadt Tengah künftige Wachstumschancen bieten.

## Politik
Bei den allgemeinen Wahlen von 1959 war Jurong ein unabhängiger politischer Wahlkreis. Chia Thye Poh vertrat den Wahlkreis im Parlament zwischen 1963 und 1966. Dann wurde 1976 der Wahlkreis Boon Lay und 1984 der Wahlkreis Hong Kah aufgeteilt, wobei vier separate Wahlkreise gebildet wurden. Der Wahlkreis Hong Kah wurde schließlich zu einem Wahlkreis, der 1988 aus Nanyang, Hong Kah, Gek Poh und Bukit Batok bestand. Teban Gardens, Pioneer, Yuhua und Taman Jurong standen unter dem Wahlkreis Bukit Timah und die Region N9 von Nanyang unter dem Wahlkreis Jurong.
Im Jahr 2001 gab es große Veränderungen in den politischen Wahlkreisen von Jurong. Boon Lay Constituency, zusammen mit Teban Gardens und Pioneer, wurden in die erweiterte West Coast GRC aufgenommen. Der Wahlkreis Hong Kah wurde umgestaltet, um die Städte Chua Chu Kang (Limbang und Yew Tee) und Bukit Gombak einzubeziehen, und nur Nanyang und Gek Poh blieben im Wahlkreis, diesmal einschließlich der N9-Region von Nanyang. Der Wahlkreis Jurong wurde abgeschafft. Hong Kah und Bukit Batok wurden zusammen mit Yuhua und Taman Jurong in der neu geschaffenen Jurong GRC zusammengefasst. Aus diesem Grund wurde das gesamte politische System von Jurong mit 3 GRCs geändert.
Dennoch wurde das Tengah-Gebiet 2011 zu einem SMC (Hong Kah North), während Yuhua und Pioneer schließlich SMCs wurden.